# Yankee Rose
Yankee Rose é uma canção de Hard rock de 1986, gravada pelo supergrupo The David Lee Roth Band.
Composta por David Lee Roth e Steve Vai, em homenagem à Estátua da Liberdade, que na época completava 100 anos de sua inauguração, ela é a música de abertura disco do disco Eat 'Em and Smile.
Ela acabou se tornando um dos maiores clássico da banda, e tem um curioso diálogo entre Roth e a guitarra de Steve Vai. Segundo o próprio guitarrista, o diálogo com a guitarra chegou a ser realmente escrito. "Havia algumas palavras em minha mente, mas não lembro quais eram. Com certeza, algo bobo", disse ele, em entrevista dada a revista Examiner, em 2012.
| Famoso Diálogo entre a Guitarra do Steve Vai e o David Lee Roth | Famoso Diálogo entre a Guitarra do Steve Vai e o David Lee Roth |
| Em Inglês | Em português |
| --- | --- |
| - Steve:"David" - David:"What" - Steve:"What are you doing?" - David:"Well, let me roll up on to the sidewalk and take a look here. Whoa!" - Steve:"Whoa!" - David:"She's Beautiful!" - Steve:(Cat Whistles) - David:"I'm talkin' about a Yankee Rose." - Steve:(Laughter) - David:"And she looks wild, wild, ..." - Steve:"Wild" and "Yeah" | - Steve : "David" - Dave : "Que?" - Steve : "o que você está fazendo? " - Dave : "Bem , deixe-me subir sobre a calçada e dar uma olhada daqui. Wow!" - Steve : "Wow! " - Dave : "Ela é linda!" - Steve : Assobios (fiu fiu) - Dave : "Eu estou falando da Rosa dos Yankees." - Steve : (Risos) - Dave : " E ela parece selvagem" - Steve : "Selvagem " e "Sim" |

## Faixas do Single
1. Yankee Rose – 3:47
2. Shy Boy – 3:23

## Ficha técnica
Banda
- David Lee Roth - vocais
- Steve Vai - guitarra
- Billy Sheehan - baixo
- Gregg Bissonette - bateria

## Desempenho nas Paradas Musicais[necessário esclarecer]
| Ano  | Canção        | Desempenho nas Paradas Musicais | Desempenho nas Paradas Musicais | Desempenho nas Paradas Musicais | Desempenho nas Paradas Musicais | Desempenho nas Paradas Musicais | Desempenho nas Paradas Musicais | Desempenho nas Paradas Musicais | Desempenho nas Paradas Musicais | Álbum             |
| Ano  | Canção        | US                              | US Rock                         | AUS                             | CAN                             | FIN                             | NL                              | NZ                              | UK                              | Álbum             |
| ---- | ------------- | ------------------------------- | ------------------------------- | ------------------------------- | ------------------------------- | ------------------------------- | ------------------------------- | ------------------------------- | ------------------------------- | ----------------- |
| 1986 | "Yankee Rose" | 16                              | 10                              | 33                              | 29                              | 10                              | —                               | —                               | —                               | Eat 'Em and Smile |

## Trilhas-sonoras
- Documentário Air Guitar Nation, de 2006.[14]
- Seriado de TV A Gata e o Rato, de 1986.[15]

### Jogos Eletrônicos
- A canção é uma das músicas que tocam no jogo Grand Theft Auto: Vice City (na estação de rock V-Rock).[16]
- Um cover desta canção, performada por Teresa James, é o tema dos jogos eletrônicos Rumble Roses[17] e Rumble Roses XX.[18]